# ماژلان ۴۰۵۵

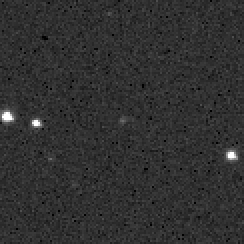
سیارک ۴۰۵۵

سیارک ۴۰۵۵ (به انگلیسی: 4055 Magellan، نامگذاری:1985DO2) چهار هزار و پنجاه و پنجمین سیارک کشف شده‌است که در ۲۴ فوریه ۱۹۸۵ کشف شد.
قدر مطلق سیارک برابر ۱۴٫۸۰ است.